# Rimozione forzata (programma televisivo)
Rimozione forzata (South Beach Tow) è stato un programma televisivo statunitense che in Italia è andato in onda su DMAX a partire dal 4 agosto 2014.
La serie televisiva nasce come docu-drama, per ritrarre le avventure della vita quotidiana della compagnia di rimozioni di South Beach. Nonostante il programma sia finzione, la Tremont Towing, in seguito chiusa e sostituita con la South Beach Towing, è una compagnia di rimozioni realmente esistente a Miami. Sono state trasmesse sette stagioni del programma, per un totale di 86 episodi. Negli Stati Uniti è andato in onda un episodio "Bonus" chiamato Top 20 of Bernice, che in Italia non è mai stato trasmesso.

## Trama
La Tremont Towing è la compagnia di rimozioni di South Beach, a Miami Beach. L'azienda è gestita dal proprietario, Robert Sr., aiutato dalla figlia Christie e dal figlio Robert Jr.. Ogni giorno, la Tremont Towing rimuove i mezzi parcheggiati in sosta vietata, ma viene spesso ingaggiata dalla banca per espropriare i veicoli non pagati dai proprietari. Molto spesso gli autisti dei carri attrezzi, utilizzati per rimuovere ogni genere di veicolo, vengono ostacolati dai proprietari dei mezzi, i quali spesso si danno al turpiloquio o addirittura vengono alle mani pur di non pagare la dovuta multa.
La Tremont Towing si scontra spesso con la Finest Towing e la Good Fellas, compagnie di rimozioni concorrenti di Miami, che sono in realtà aziende dai guidatori corrotti e criminali, che spesso tentano di rubare le commissioni della Tremont e sabotare la compagnia rivale, anche se non sempre vi riescono. Uno dei nuovi assunti della Tremont, Perez, inizia una relazione con Christie, la figlia di Robert Sr, causando attriti tra il personale dell'azienda ed inimicandosi il fratello di lei, Robert jr. In seguito, Perez inizia a collaborare con Larry Diaz, il proprietario della Good Fellas, all'insaputa di tutti. Una volta scoperto, viene licenziato e crea una nuova compagnia di rimozioni, a cui si aggiunge anche Christie. Alla fine, Robbie jr, sotto pressione del padre, riuscirà a far tornare entrambi alla Tremont. Essendo in un momento di crisi, la compagnia chiede un prestito a Larry Diaz. Durante questo periodo, Robert Sr. ha un incidente e, pur di salvare la Tremont, rinuncia al processo per ottenere subito i soldi. Andando a consegnare l'assegno, scopre che la Good Fellas è stata pignorata e quindi la compra insieme a Perez.
Christie rimane incinta e, per aiutarla, Robert jr cerca una nuova centralinista. Dopo diversi tentativi falliti, Dave Kosgrove (un ex-operatore del comune che tempo prima voleva far chiudere la società) si offre come nuovo coordinatore degli interventi. Robert Sr. annuncia che andrà in pensione e la rivalità tra Robbie e Perez si fa sentire. Robert Sr. si affida a Christie per aiutarlo a decidere chi sarà al timone della società, ma né Robbie né Perez sembrano convincerlo. A sorpresa decide quindi di lasciare l'attività alla figlia Christie, che promuove Bernice a suo braccio destro.
Dopo che la Tremont ha cambiato sede, Robbie comincia a fare dei lavori in segreto per racimolare dei soldi. Christie, dopo averlo scoperto, lo licenzia. Perez e Robbie, quindi, formano la R&P Towing, la loro azienda personale. Christie, una volta scoperto da un proprio cliente che aveva un contratto sia con la Tremont sia con la R&P, licenzia Perez. Perez comincia quindi a rubare tutti i contratti e tutte le rimozioni alla Tremont, ma viene abbandonato da Robert, che non sopporta di lavorare contro la sua famiglia. A Christie, rimasta senza incarichi, e a Perez, rimasto senza personale, non resta nient'altro da fare se non unire le forze. Tuttavia, durante una ristrutturazione della sede dell'ex-R&P, un uomo lancia una sigaretta contro l'area che stanno ristrutturando, che esplode per una fuga di gas. La Nuova Tremont (che ancora non ha un nome) è quindi costretta a cambiare ancora sede, trovandola in un deposito di rottamazione, che il proprietario felicemente lascia a loro. Nel frattempo, Jerome viene a sapere che Wanda, sua moglie, lo sta tradendo ed i due divorziano. Successivamente viene assunto anche Davy Desoto, un amico di Robbie di vecchia data. Finalmente la Tremont trova un nuovo nome, chiamandosi, come lo show in lingua originale, "South Beach Towing".
Tutto fila liscio fino a quando, nel mezzo di una rimozione, Robert jr. viene fermato dalla proprietaria di un veicolo che gli chiede provare dei vestiti per pratiche BDSM che aveva comprato per suo marito, offrendosi di pagargli un extra. Il marito della donna, tornato dal lavoro, sorprende Robbie con addosso i suddetti vestiti, e, su tutte le furie, minaccia di far chiudere la South Beach Tow, forte della sua posizione di urbanista. Robbie non dà molto peso alla minaccia, ma, una volta ricevuta la lettera di denuncia dell'uomo, la nasconde nell'ufficio di Christie. In seguito, Perez la trova e propone uno scambio a Robert: in cambio dell'1% della compagnia posseduto da quest'ultimo, Perez farà annullare la chiusura immediata da "un amico". Robbie accetta, probabilmente non sapendo che Perez possedeva già il 50% della compagnia, consegnandogli di fatto la South Beach Tow.

## Episodi
| Stagione         | Episodi | Prima TV USA | Prima TV Italia |
| ---------------- | ------- | ------------ | --------------- |
| Prima stagione   | 8       | 2011-2012    | 2014            |
| Seconda stagione | 13      | 2012-2013    | 2014            |
| Terza stagione   | 13      | 2013-2014    | 2014            |
| Quarta stagione  | 13      | 2014         | 2015            |
| Quinta stagione  | 13      | 2015         | 2015            |
| Sesta stagione   | 13      | 2015         | 2015-2016       |
| Settima stagione | 13      | 2015-2016    | 2016            |

## Cast

### Personaggi principali
Con la quinta stagione, Robert Ashenoff Sr. viene rimosso dal cast regolare e compare per l'ultima volta nell'ultimo episodio della quarta stagione.
- Lakatriona "Bernice" Brunson (stagioni 1–7), nella versione italiana è doppiata da Anna Cugini.
Assistant manager ed autista della South Beach Towing, è ex dipendente della compagnia di rimozioni Finest Towing. Parla sempre di sé sempre in terza persona, proviene dal ghetto e non si fa mettere i piedi in testa da nessuno. È co-proprietaria, assieme alla madre Reva, della Hood Tacos Food Truck.
- Robert Ashenoff Jr. (stagioni 1–7), nella versione italiana è doppiato da Carlo Scipioni.
General manager della South Beach Towing e figlio di Robert Sr.. È anche uno dei conducenti della compagnia.
- Christie Ashenoff (stagioni 1–7), nella versione italiana è doppiata da Chiara Gioncardi.
Co-manager della South Beach Towing e figlia di Robert Sr.. Divide la propria quota della South Beach Towing con suo fratello Robert Jr..
- Jerome "J-Money" Jackson (stagioni 1–7), nella versione italiana è doppiato da Massimiliano Plinio.
Autista della South Beach Towing, è uno dei migliori amici di Robert Jr.. È noto per il suo carattere da donnaiolo.
- Eddie Del Busto (stagioni 1–7), nella versione italiana è doppiato da Daniele Raffaeli.
Autista della South Beach Towing, è il migliore amico di Bernice. In passato ha avuto diversi problemi a causa del forte temperamento e ha ricorso ad alcune terapie per la gestione della rabbia.
- Gilbert Perez (stagioni 2–7), nella versione italiana è doppiato da Marco Vivio.
Co-manager della South Beach Towing ed ex direttore della compagnia di rimozioni Good-Fellas. È inoltre uno dei conducenti della compagnia. Sfrutta ogni singola occasione ed è determinato ad avere successo, anche a qualsiasi prezzo.
- Dave Kosgrove (stagioni 3–7), nella versione italiana è doppiato da Enrico Di Troia.
Assistant manager e centralinista presso la South Beach Towing. Accompagna spesso i conducenti della South Beach Towing nella rimozione dei veicoli. È spesso impacciato e credulone, mandando spesso a monte le rimozioni. In precedenza ha lavorato come funzionario di vigilanza della Contea di Miami-Dade.
- Davy Desoto (stagione 6-7), nella versione italiana è doppiato da Enrico Chirico.
Autista della South Beach Towing, è un vecchio compagno di classe di Robert Jr. Ha un carattere vivace ed è stato spesso deriso per via della bassa statura.
- Nikki (stagione 7), nella versione italiana è doppiata da Gemma Donati.
Autista della South Beach Towing, viene assunta da Christie in seguito ad un furto a Perez di 80.000 dollari. La sua abilità nel parkour si rivela molto utile nel corso delle rimozioni della South Beach Towing.

### Personaggi secondari
- Robert Ashenoff Sr (stagioni 1–4), nella versione italiana è doppiato da Sergio Lucchetti.
Fondatore della Tremont Towing e padre di Robert Jr. e Christie. Inizialmente indeciso a chi affidare la Tremont prima di andare in pensione, infine decide di lasciare la compagnia in mano alla figlia Christie.
- Larry Diaz (stagioni 1–4), nella versione italiana è doppiato da Edoardo Nordio.
È il proprietario della Finest Towing, una compagnia di rimozioni concorrente della Tremont. Con i suoi dipendenti, è spesso impegnato nel tentativo di rubare le commissioni della Tremont e sabotare la compagnia rivale.
- DeAndre (stagione 1; guest 2) era un autista della Finest Towing, alla fine della prima stagione verrà arrestato dopo aver provato a sabotare i camion della Tremont insieme al collega Eric.
- Eric (stagione 1; ospite 2) era un autista della Finest Towing, alla fine della prima stagione verrà arrestato dopo aver provato a sabotare i camion della Tremont insieme al collega DeAndre.
- Frankie (stagione 1) era un autista della Tremont Towing. Taciturno ma leale, viene visto spesso come personaggio di fondo nella sua breve comparsa nella serie.
- Brandiss (stagione 1–7), nella versione italiana è doppiata da Rossa Caputo.
È un'addetta del recupero e salvataggio animali ed ha avuto una relazione sentimentale con Jerome, rimanendo comunque in buoni rapporti con lui.
- Reva Brunson (stagione 3-7), nella versione italiana è doppiata da Antonella Rinaldi.
Madre di Bernice, è nota per il suo carattere forte. Ha lavorato temporaneamente come centralinista presso la Tremont. È co-proprietaria assieme alla figlia della Hood Tacos Food Truck.
- Natasha (stagioni 3–7), nella versione italiana è doppiata da Sabine Cerullo.
È una stalker di Jerome che lo perseguita ovunque, compromettendo spesso lo svolgimento delle sue rimozioni.
- Dahlia (stagione 3)
È una giovane ragazza attraente che lavora temporaneamente come centralinista alla Tremont, su consiglio di Robbie. Le attenzioni dei clienti della compagnia finiscono spesso su di lei, creando non pochi disagi nell'ambiente lavorativo. Prende la sua occupazione alla leggera e la sua non efficienza porta Christie a licenziarla dopo un breve periodo di prova.
- Wanda (stagioni 4–6), nella versione italiana è doppiata da Irene Di Valmo.
È la ex moglie di Jerome. Nonostante la dedizione di Jerome nei suoi confronti, è sempre gelosa e lo tampona in continuazione chiedendogli sempre regali o soldi da spendere per lei. In seguito alla sua infedeltà verrà lasciata da lui.
- Constellation (ospite 4; stagioni 5-7), nella versione italiana è doppiata da Alessandra Cassioli.
Nota per il suo forte temperamento, è la proprietaria di un veicolo che la Tremont ha tentato di rimuovere e in quell'occasione ha aggredito i conducenti della compagnia. Dopo aver aggredito Davy in un'altra circostanza, è stata convinta a calmarsi da Eddie. In seguito è diventata la personal trainer di Davy. Lei e Bernice si sono date spesso battaglia.
- Tony Santiago (stagione 7), nella versione italiana è doppiato da Gianluca Machelli.
Ispettore sanitario e di sicurezza della Contea di Miami-Dade ed ex collega di lavoro di Dave Kosgrove.
- Pepe (stagione 7), nella versione italiana è doppiato da Luigi Ferraro.
Cugino di Davy, è un grande appassionato di videogiochi. Ha chiesto a Davy di poter alloggiare temporaneamente nel parcheggio della South Beach Towing.
- Mini Money (stagione 7), nella versione italiana è doppiato da Stefano Broccoletti.
Nipote di Jerome, è apparso come protagonista in diversi episodi della settima stagione.
- GloZellE Green (stagione 7), nella versione italiana è doppiata da Giò Giò Rapattoni.
Lavora come centralinista della South Beach Towing per un giorno, assunta da Perez in cambio del rilascio della sua auto. È una cantante e all'inizio non riesce a svolgere i suoi lavori, ma col tempo si rivela un personaggio importante per la South Beach Towing.

## Doppiaggio
Il doppiaggio è eseguito dalla SEDIF e diretto da Alessio Bianchi. Nel programma sono presenti le voci di: Stefano Mondini, Roberto Draghetti, Christian Iansante, Ambrogio Colombo, Roberto Stocchi. La voce narrante è di Alessandro Quarta.